# Megalariaceae
Megalariaceae is een botanische naam voor een familie van korstmossen behorend tot de orde Lecanorales. Deze familie is later heringedeeld naar de familie Ramalinaceae.